# Henri Casadesus
 (avril 2024).
Si vous disposez d'ouvrages ou d'articles de référence ou si vous connaissez des sites web de qualité traitant du thème abordé ici, merci de compléter l'article en donnant les références utiles à sa vérifiabilité et en les liant à la section « Notes et références ».
Pour les articles homonymes, voir Casadesus.
Pour les autres membres de la famille, voir Famille Casadesus.

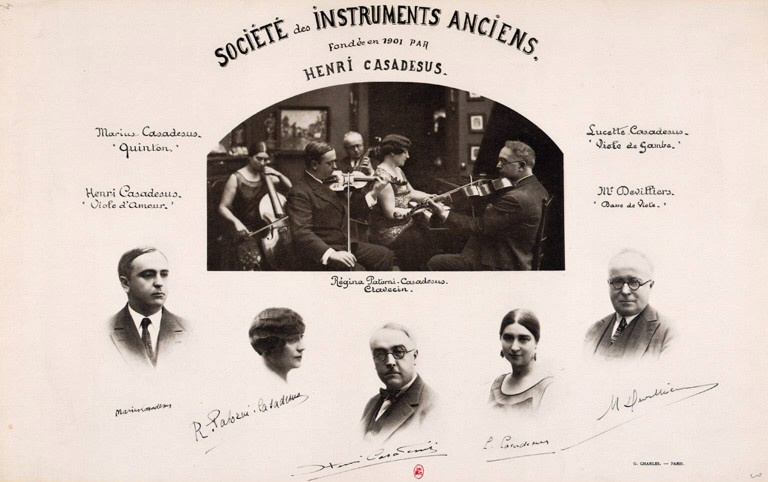
Société des Instruments anciens fondée en 1901 par Henri Casadesus. Carte postale avec Henri, Marius, Lucette, Régina Casadesus et M. Devilliers. Bibliothèque nationale de France.

Henri-Gustave Casadesus est un compositeur, chef d'orchestre et joueur de viole d'amour français né le 30 septembre 1879 dans le 9e arrondissement de Paris et mort le 31 mai 1947 dans le 7e arrondissement de Paris.
Il est issu de la célèbre famille musicienne des Casadesus.

## Biographie
Henri Casadesus est le fils de Luis Casadesus et de son épouse, née Mathilde Sénéchal. Après un premier accessit en 1896 premier prix d'alto obtenu dans la classe de Théophile Laforge au Conservatoire de Paris en 1899, il fonde en 1901 avec sa femme Renée Dellerba, premier violon au concert Colonne et d'autres musiciens la Société des instruments anciens (dissoute en 1939) qui se donne pour tâche de faire découvrir les œuvres méconnues des compositeurs du XVIIe et XVIIIe siècles sur instruments anciens. Il obtient d'ailleurs de Camille Saint-Saëns que celui-ci en soit le président d'honneur. Petite formation comprenant six membres (Henri Casadesus à la viole d'amour, Marius Casadesus au quinton, Régina Casadesus au clavecin, Lucette Laffite-Casadesus à la viole de gambe, Maurice Devilliers à la basse de viole et Édouard Nanny à la contrebasse), elle est très demandée et se produit dans le monde entier. 
Henri Casadesus et ses frères « découvrent » dans des bibliothèques nombre de partitions « oubliées », mais qui  se révèlent plus tard être des compositions personnelles « dans le style de … ». Il s'agit notamment du concerto pour violon « Adélaïde » frauduleusement attribué à Mozart (enregistré notamment par Yehudi Menuhin) et que le frère d'Henri, Marius, reconnaît en 1977 avoir écrit de sa propre main ; également de deux concertos pré-classiques pour alto, composés par Henri : un est attribué à Jean-Chrétien Bach et un autre en si mineur à Haendel ; mais tous deux, si bien écrits, récoltent encore de nos jours un franc succès auprès des altistes (William Primrose les a enregistrés, et plus récemment Michel Michalakakos). 
Henri Casadesus profite de ces tournées avec la Société des instruments anciens pour constituer une importante collection d'instruments anciens qui est actuellement conservée au musée de l'Orchestre symphonique de Boston.
Outre son activité avec la Société des instruments anciens, il sera également soliste des concerts Colonne (1893-1900), altiste du Quatuor Capet (1910–1917), et directeur du Théâtre de la Gaité lyrique de Paris et du Théâtre lyrique de Liège.
Henri Casadesus a composé plusieurs opérettes (Le Rosier, Sans tambour, ni trompette, La Petite-fille de madame Angot, Cotillon III) et des musiques de film (Le Gardian, Les Mystères de Paris, Paris-New York). On lui doit également une méthode de la viole d'amour et 24 Études (1931) pour ce même instrument.
Il est l'oncle du pianiste français Robert Casadesus. 
De trois unions successives, il est le père de Catherine Gaudin-Casadesus (1902-1984), violoniste, et de Jacqueline Casadesus (1903-1976), dite « Pianavia », pianiste et chanteuse, épouse du comédien Xavier de Courville, par son mariage avec Renée Dellerba, violoniste ; de Christian Casadesus (1912-2014), comédien, et de Gisèle Casadesus (1914-2017), comédienne et sociétaire de la Comédie-Française, par son union avec la harpiste Marie-Louise Beetz ; et enfin de Bernard Casadesus (1924-1994), chanteur et musicologue, par son union avec Jeanne Montange.

## Source
- Biographie de Henri Casadesus sur le site de la famille Casadesus